# Transformada de Hadamard

Espectre de Walsh de la funció booleana 3-ària 1010 0110. La cadena binària es multiplica amb una matriu de Walsh d'ordre 8. Els quadrats vermells del fons són informació addicional i mostren el producte de la cadena binària amb una matriu de Walsh binària.

Transformada Fast Walsh–Hadamard dela funció lògica 1010 0110.

La funció original pot ésser expressada mitjançant el seu espectre de Walch com un polinomi aritmètic.

La transformada de Hadamard (també coneguda com a transformada de Walsh–Hadamard, transformada de Hadamard–Rademacher–Walsh, transformada de Walsh o transformada de Walsh–Fourier) és un exemple d'una classe generalitzada de transformades de Fourier. Realitza una operació lineal ortogonal, simètrica, involutiva i sobre nombres reals de 2m (o nombres complexos o hipercomplexos, encara que les matrius de Hadamard són purament reals).
Es pot considerar que la transformada de Hadamard s'ha construït a partir de transformades discretes de Fourier (DFT) de mida 2 i, de fet, és equivalent a una DFT multidimensional de mida 2 × 2 × ⋯ × 2 × 2. Descomposa un vector d'entrada arbitrari en una superposició de funcions de Walsh.
La transformació rep el nom del matemàtic francès Jacques Hadamard (francès: [adamaʁ]), el matemàtic alemany-americà Hans Rademacher, i el matemàtic nord-americà Joseph L. Walsh.
La transformada de Hadamard Hm és de 2m × Matriu de 2m, la matriu de Hadamard (escalada per un factor de normalització), que transforma 2m nombres reals xn en 2m nombres reals Xk. La transformada de Hadamard es pot definir de dues maneres: recursivament o utilitzant la representació binària (base -2) dels índexs n i k.
Recursivament, definim l'1 × 1 Hadamard transforma H0 per la identitat H0=1, i després defineix Hm per a m>0 per:{\displaystyle H_{m}={\frac {1}{\sqrt {2}}}{\begin{pmatrix}H_{m-1}&H_{m-1}\\H_{m-1}&-H_{m-1}\end{pmatrix}}}on l'1/√2 és una normalització que de vegades s'omet.
Per a m>1, també podem definir Hm per:{\displaystyle H_{m}=H_{1}\otimes H_{m-1}}on {\displaystyle \otimes } representa el producte Kronecker. Així, a part d'aquest factor de normalització, les matrius de Hadamard estan formades completament per 1 i -1.
En el domini clàssic, es pot calcular la transformada de Hadamard {\displaystyle n\log n} operacions ({\displaystyle n=2^{m}}), utilitzant l'algorisme de transformació ràpida de Hadamard.
La transformada de Hadamard s'utilitza àmpliament en la computació quàntica. El 2 × 2 transformacions de Hadamard {\displaystyle H_{1}} és la porta de lògica quàntica coneguda com la porta Hadamard, i l'aplicació d'una porta Hadamard a cada qubit d'un registre n-qubit en paral·lel és equivalent a la transformada Hadamard {\displaystyle H_{n}}.
La transformada Hadamard també s'utilitza en el xifratge de dades, així com molts algorismes de processament de senyal i compressió de dades, com ara JPEG XR i MPEG-4 AVC. En aplicacions de compressió de vídeo, normalment s'utilitza en forma de suma de diferències absolutes transformades. També és una part crucial d'un nombre important d'algorismes en informàtica quàntica. La transformada de Hadamard també s'aplica en tècniques experimentals com la RMN, l'espectrometria de masses i la cristal·lografia. També s'utilitza en algunes versions de hashing sensible a la localitat, per obtenir rotacions de matrius pseudoaleatòries.